# Pauly Kannookadan
Pauly Kannookadan (ur. 14 grudnia 1961 w Kuzhikattussery) – indyjski duchowny syromalabarski, od 2010 biskup Irinjalakudy.

## Życiorys
Święcenia kapłańskie przyjął 28 grudnia 1985 i został inkardynowany do eparchii Irinjalakuda. Był m.in. wicerektorem i rektorem niższego seminarium, sekretarzem Rady Duszpasterskiej, a także sekretarzem syromalabarskiej komisji liturgicznej.
15 stycznia 2010 został prekonizowany przez Synod Kościoła Syromalabarskiego eparchą Irinjalakudy (trzy dni później wybór został zatwierdzony przez papieża). Chirotonii biskupiej udzielił mu 18 stycznia 2010 jego poprzednik, bp James Pazhayattil.